# Persone di nome Serhij
| Questa pagina contiene informazioni ricavate automaticamente dalle voci biografiche con l'ausilio del template Bio e di un bot. L'aggiornamento è periodico e automatico e ricostruisce completamente la pagina. Se manca una persona in questa lista, sei pregato di non aggiungerla, ma accertati piuttosto che la sua voce biografica contenga il template Bio e che i dati anagrafici siano correttamente compilati. Se il template Bio manca, inseriscilo tu stesso o, in alternativa, metti l'avviso {{tmp\|Bio}} che ne segnala la mancanza. Se i dati riportati sono sbagliati, correggi direttamente la voce biografica; le modifiche saranno visibili in questa lista entro pochi giorni. Per chiarimenti vedi il progetto antroponimi. La lista contiene solo le 122 persone che sono citate nell'enciclopedia e per le quali è stato implementato correttamente il template Bio. Pagina aggiornata al 16 ott 2024. |

Questa è una lista di persone presenti nell'enciclopedia che hanno il prenome Serhij, suddivise per attività principale.

## Allenatori di calcio(15)
- Serhij Dirjavka, allenatore di calcio e ex calciatore ucraino (Dnipropetrovs'k, n. 1971)
- Serhij Jaščenko, allenatore di calcio e ex calciatore ucraino (Kostjantynivka, n. 1959)
- Serhij Kandaurov, allenatore di calcio e ex calciatore ucraino (Železnogorsk, n. 1972)
- Serhij Koval'ov, allenatore di calcio e ex calciatore ucraino (n. 1971)
- Serhij Kovalec', allenatore di calcio e ex calciatore ucraino (Čechove, n. 1968)
- Serhij Krakovs'kyj, allenatore di calcio e ex calciatore sovietico (Mykolaïv, n. 1960)
- Serhij Kravčenko, allenatore di calcio e ex calciatore ucraino (Donec'k, n. 1983)
- Serhij Kuznecov, allenatore di calcio e ex calciatore ucraino (Charkiv, n. 1982)
- Serhij Nazarenko, allenatore di calcio e ex calciatore ucraino (Kropyvnyc'kyj, n. 1980)
- Serhij Pidpalyj, allenatore di calcio e ex calciatore sovietico (Kiev, n. 1963)
- Serhij Popov, allenatore di calcio e ex calciatore ucraino (Makiïvka, n. 1971)
- Serhij Rebrov, allenatore di calcio e ex calciatore ucraino (Horlivka, n. 1974)
- Serhij Serebrennikov, allenatore di calcio e ex calciatore ucraino (Ulan-Udė, n. 1976)
- Serhij Šmatovalenko, allenatore di calcio e ex calciatore sovietico (Odessa, n. 1967)
- Serhij Valjajev, allenatore di calcio e ex calciatore ucraino (Makiïvka, n. 1978)

## Allenatori di calcio a 5(1)
- Serhij Koridze, allenatore di calcio a 5, ex giocatore di calcio a 5 e ex calciatore ucraino (Odessa, n. 1975)

## Arbitri di calcio(1)
- Serhij Bojko, arbitro di calcio ucraino (Bilhorod-Dnistrovs'kyj, n. 1977)

## Architetti(1)
- Serhij Machno, architetto ucraino (Kiev, n. 1981)

## Artisti(1)
- Serhij Svjatčenko, artista e pittore ucraino (Kharkov, n. 1952)

## Assassini seriali(1)
- Serhij Tkač, serial killer ucraino (Kiselëvsk, n. 1952 - Žytomyr, † 2018)

## Biatleti(2)
- Serhij Sednjev, ex biatleta ucraino (Hluchiv, n. 1983)
- Serhij Semenov, biatleta ucraino (Černihiv, n. 1988)

## Canoisti(4)
- Serhij Makarenko, ex canoista sovietico (Kryvyj Rih, n. 1937)
- Serhij Nahornyj, ex canoista sovietico (n. 1956)
- Serhij Petrenko, ex canoista sovietico (Chmel'nyc'kyj, n. 1956)
- Serhij Čuchraj, ex canoista sovietico (Belogorsk, n. 1955)

## Cestisti(4)
- Serhij Hladyr, ex cestista e allenatore di pallacanestro ucraino (Mykolaïv, n. 1988)
- Serhij Kovalenko, cestista sovietico (Lüshunkou, n. 1947 - Kiev, † 2004)
- Serhij Liščuk, ex cestista ucraino (Rivne, n. 1982)
- Serhij Pavlov, cestista ucraino (Makiïvka, n. 1997)

## Ciclisti su strada(3)
- Serhij Hončar, ex ciclista su strada e dirigente sportivo ucraino (Rivne, n. 1970)
- Serhij Matvjejev, ex ciclista su strada, pistard e dirigente sportivo ucraino (Kiev, n. 1975)
- Serhij Ušakov, ex ciclista su strada ucraino (Arcangelo, n. 1968)

## Danzatori(1)
- Serge Lifar, ballerino e coreografo russo (Kiev, n. 1905 - Losanna, † 1986)

## Generali(1)
- Serhij Šaptala, generale ucraino (Kostjantynivka, n. 1973)

## Giocatori di calcio a 5(4)
- Serhij Čepornjuk, ex giocatore di calcio a 5 ucraino (Kiev, n. 1982)
- Serhij Sytin, giocatore di calcio a 5 ucraino (Avdiïvka, n. 1982)
- Serhij Usakovs'kyj, ex giocatore di calcio a 5 ucraino (Čerkasy, n. 1968)
- Serhij Žurba, giocatore di calcio a 5 ucraino (Kiev, n. 1987)

## Giuristi(1)
- Serhij Holovatyj, giurista, avvocato e politico ucraino (Odessa, n. 1954)

## Hockeisti su ghiaccio(1)
- Serhij Klyment'jev, ex hockeista su ghiaccio ucraino (Kiev, n. 1975)

## Insegnanti(1)
- Serhij Plochij, docente e storico ucraino (Nižnij Novgorod, n. 1957)

## Lunghisti(1)
- Serhij Nykyforov, lunghista ucraino (Brovary, n. 1994)

## Mezzofondisti(1)
- Serhij Lebid', mezzofondista ucraino (Dnipropetrovs'k, n. 1975)

## Nuotatori(3)
- Serhij Breus, ex nuotatore ucraino (n. 1983)
- Serhiy Fesenko, ex nuotatore sovietico (Kryvyj Rih, n. 1959)
- Serhij Frolov, nuotatore ucraino (Zaporižžja, n. 1992)

## Pentatleti(1)
- Serhij Kukšyn, pentatleta ucraino (n. 1980)

## Pistard(1)
- Serhij Černjavs'kyj, ex pistard ucraino (n. 1976)

## Politici(3)
- Serhij Bubka, politico, astista e dirigente sportivo ucraino (Lugansk, n. 1963)
- Serhij Kljujev, politico ucraino (Donec'k, n. 1969)
- Serhij Tihipko, politico ucraino (Dragonesti, n. 1960)

## Pugili(3)
- Serhij Danyl'čenko, ex pugile ucraino (Charkiv, n. 1974)
- Serhij Derev"jančenko, pugile ucraino (Feodosia, n. 1985)
- Serhij Dzyndzyruk, ex pugile ucraino (Nyžn'ohirs'kyj, n. 1976)

## Registi(1)
- Serhij Volodymyrovyč Loznycja, regista ucraino (Baranavičy, n. 1964)

## Schermidori(2)
- Serhij Holubic'kyj, ex schermidore ucraino (Kiev, n. 1969)
- Serhij Kravčuk, ex schermidore sovietico (Kiev, n. 1964)

## Scrittori(1)
- Serhij Žadan, scrittore ucraino (Starobil's'k, n. 1974)

## Sollevatori(1)
- Serhij Nahirnyj, ex sollevatore sovietico (Oblast' di Sverdlovsk, n. 1964)

## Tennisti(2)
- Serhij Bubka, ex tennista ucraino (Donec'k, n. 1987)
- Serhij Stachovs'kyj, ex tennista ucraino (Kiev, n. 1986)

## Tiratori a segno(1)
- Serhij Kuliš, tiratore a segno ucraino (Čerkasy, n. 1993)

## Velocisti(1)
- Serhij Smelyk, velocista ucraino (Krasnodon, n. 1987)